# The Die Is Cast (Star Trek: Deep Space Nine)
"The Die Is Cast" és el 21è episodi de la tercera temporada de la sèrie de televisió de ciència-ficció estatunidenca Star Trek: Deep Space Nine, el 67è de tota la sèrie. Originalment es van emetre en redifusió a partir de l’1 de maig de 1995. La història va ser escrita per Ronald D. Moore, mentre que l'episodi va ser dirigit per David Livingston i la banda sonora va ser creada per Dennis McCarthy. És la segona meitat d'un episodi de dues parts, la història iniciada a l'episodi anterior "Improbable Cause".
Ambientada al segle XXIV, la sèrie segueix les aventures a Espai Profund 9, una estació espacial situada prop d'un forat de cuc estable entre els Quadrants Alfa i Gamma de la Via Làctia, prop del planeta Bajor, mentre els bajorans es recuperen d'una brutal ocupació de dècades pels imperialistes cardassians. El Quadrant Gamma acull un imperi hostil conegut com el Domini, governat pels Fundadors que canvien de forma.
A l'episodi anterior, el cap de seguretat d’Espai Profund 9, Odo, un canviant sense lleialtat al Domini, va descobrir un atac sorpresa planejat contra el Domini per part de les agències d'intel·ligència de dos imperis del Quadrant Alfa, el Tal Shiar romulà i l'Orde d'Obsidiana cardassiana. En aquest episodi, l'exagent exiliat de l'Orde d'Obsidiana, Garak, ha d'interrogar Odo per demostrar la seva lleialtat al seu antic mentor, mentre el Tal Shiar i l'Orde d'Obsidiana comencen el seu desafortunat atac contra els Fundadors.

## Argument
No s'ha sabut res de Garak i Odo a "Espai Profund 9" en diversos dies, després de la seva partida en una nau espacial classe Danube per investigar un intent d'assassinat de Garak. La tripulació d’ "Espai Profund 9" s'alarma quan una gran flota cardassiana-romulana es desclou sobtadament i vola a través del forat de cuc fins al Quadrant Gamma. La flota, sota el comandament del cardassià Enabran Tain i el coronel romulà Lovok, pretén destruir el món natal dels Fundadors del Domini. Tain ha ofert a Garak l'oportunitat de tornar de l'exili, i tots dos recorden el seu passat junts a l'Orde d'Obsidiana.
De tornada a "DS9", l'equip sènior veu el missatge de Tain que exposa l'Orde d'Obsidiana i els plans del Tal Shiar per paralitzar el Domini. El vicealmirall Toddman admet que, tot i que la Federació no aprova el pla, tampoc no tenen intenció d'aturar-lo i simplement han d'esperar que tingui èxit, però es preparen pel pitjor; ordena al DS9 que estigui en alerta màxima i que el Defiant i la seva tripulació romanguin a l'estació per a la seva protecció. El Comandant Sisko, negant-se a abandonar el seu company de tripulació, inicia una missió no autoritzada per portar el Defiant al Quadrant Gamma per rescatar Odo.
Tain ordena a Garak que interrogui Odo per obtenir informació sobre els Fundadors, utilitzant un dispositiu que inhibeix la seva capacitat de canviar de forma i li impedeix regenerar-se. Sabent que Tain mai confiarà en ell si es nega, Garak ho fa de mala gana. Com que el dispositiu causa un gran dolor a Odo, Garak li suplica que reveli qualsevol cosa útil, fins i tot si és una mentida. Odo confessa el seu desig de tornar amb els seus companys canviants, i Garak desactiva el dispositiu. Malgrat això, Garak afirma a Tain que Odo mai va confessar.
Quan la flota arriba al món natal dels Fundadors, troben poca resistència i obren foc, però aviat s'adonen que el planeta està abandonat i que la missió era una trampa. De sobte, apareixen naus del Domini i s'enfronten a la flota, superant-les en nombre. En la batalla resultant, la flota cardassiana-romulana és aniquilada.
Sabent que la batalla està perduda, Garak surt del pont de la seva nau per rescatar Odo. Es troben amb Lovok, que es revela com un Fundador i ajuda Odo a escapar. Confessa que els Fundadors veien el Tal Shiar i l'Orde d'Obsidiana com a amenaces i van ajudar a impulsar el pla de Tain per destruir-los, cosa que significa que les úniques amenaces que queden són la Federació i els Klíngons. Convida Odo a tornar amb els Fundadors, però Odo s'hi nega.
Garak intenta salvar Tain, però Tain es nega a marxar, i Garak es nega a abandonar-lo, així que Odo deixa inconscient Garak i escapa amb ell a la runabout. Intentant escapar del foc creuat, resulten greument danyats i, tement el final, Garak demana perdó a Odo. Odo l'hi concedeix, entenent el desig de Garak de tornar amb el seu poble. El "Defiant" els rescata de la batalla.
De tornada a "Espai Profund 9", Toddman confirma que no hi ha signes d'altres supervivents de l'atac i elogia subtilment Sisko per decidir no sotmetre'l a consell de guerra. Garak, exiliat una vegada més, seu tristament entre les restes de la seva botiga. Odo arriba i convida Garak a esmorzar amb ell.

## Significació de l'arc
Aquest episodi és un moment crucial en la línia temporal de "Deep Space Nine", que definiria la trama de la resta de la sèrie. Després de diversos episodis de la segona i tercera temporades que estableixen el Domini com una amenaça, començant amb "The Jem'Hadar", els esdeveniments d'aquest episodi fan inevitable l'eventual guerra entre el Domini i el Quadrant Alfa. Les repercussions dels esdeveniments descrits en aquest episodi ressonen durant la resta de la sèrie, ja que la destrucció de la flota de l'Orde Obsidiana condueix a la paralització de l'Ordre Obsidiana, una guerra entre els cardassians i els klíngons, i l'eventual absorció de Cardassia al Domini, cosa que precipita l'inici de la guerra entre el Domini (amb els cardassians i els Breen) i tres forces principals del Quadrant Alfa (Federació Unida de Planetes, l'Imperi Klíngon i l'Imperi Estel·lar Romulà), que ocupa les dues últimes temporades de "Deep Space Nine".
Aquest esdeveniment també es va insinuar a principis de temporada a "Defiant" amb indicis que l'Orde Obsidiana estava construint naus en secret.

## Actors convidats
- Andrew J. Robinson - Garak
- Paul Dooley - Enabran Tain
- Kenneth Marshall - Michael Eddington
- Leland Orser - Lovok
- Leon Russom - Vicealmirall Toddman

## Recepció
The A.V. Club en la seva crítica del 2012, van trobar l'episodi "genial, emocionant i impactant", i van explicar que era "una narrativa atrevida que crea un gran drama". Keith DeCandido li va atorgar 9 punts sobre 10.
El 2015, Geek.com va recomanar aquest episodi com a "imprescindible" per a la seva guia abreujada de marató de sèries de Star Trek: Deep Space Nine, combinant-lo amb l'episodi anterior "Improbable Cause".
El 2018, CBR va classificar "Improbable Cause" juntament amb "The Die Is Cast" com el 12è millor arc argumental multiepisodi de Star Trek. L'anomenen un "aparador divertit per a Garak", el sastre de l'estació espacial.
El 2018, revisat com a parella amb l'episodi precedent "Improbable Cause", "The Die Is Cast" va ser classificat com el sisè millor episodi de Star Trek: Deep Space Nine per Vulture.

## Llançaments
L'episodi es va publicar en VHS, juntament amb "Explorers".
Aquest episodi es va publicar en LaserDisc al Japó el 2 d'octubre de 1998, a la col·lecció de mitja temporada 3rd Season Vol. 2.  El conjunt incloïa episodis des de "Destiny" fins a "The Adversary" en discs òptics de doble cara de 12 polzades; La caixa va tenir una durada total de 552 minuts i incloïa pistes d'àudio en anglès i japonès.
L'episodi es va estrenar el 3 de juny de 2003 a Amèrica del Nord com a part de la caixa de la temporada 3 DVD. Aquest episodi es va estrenar el 2017 en DVD amb la sèrie completa en caixa recopilatòria, que tenia 176 episodis en 48 discs.